# Bradysia xiaochengi
Bradysia xiaochengi är en tvåvingeart som beskrevs av Yang, Zhang och Yang 1998. Bradysia xiaochengi ingår i släktet Bradysia och familjen sorgmyggor. Inga underarter finns listade i Catalogue of Life.